# Garryales
Garryales är en liten ordning i undergruppen euasterider I av trikolpaterna, med 18 arter i tre släkten, fördelat på två familjer. Arterna i ordningen är vedartade, med distinkta hon- och hanplantor.

## Taxonomi
I nyare klassificeringssystem ingår följande familjer och släkten i ordningen:
- Eucommiaceae
  - Eucommia
- Garryaceae
  - Aucuba
  - Garrya

I det äldre Cronquistsystemet fanns inte ordningen Garryales, utan Garryaceae var då placerad i Cornales. Eucommiaceae hade en egen ordning, Eucommiales, som var placerad i underklassen Hamamelidae.[källa behövs]
Ibland anges att det ena släktet i Garryaceae, Aucuba, utgör en egen familj, aukubaväxter, Aucubaceae.[källa behövs]

## Användning
Av ordningens arter kan nämnas silkestofs, Garrya elliptica, som odlas som prydnadsväxt och tidigare även haft medicinsk användning. Aukuba, Aucuba japonica,  är en vanlig prydnadsbuske som odlas för sitt glansiga, gröna lövverk. Familjen Eucommiaceae innehåller endast en art, guttaperkaträdet Eucommia ulmoides, som i Kina odlas för virke och ved.